# Ben Tulett
Ben Samuel Tulett (* 26. srpna 2001) je britský profesionální silniční cyklista jezdící za UCI WorldTeam Visma–Lease a Bike.

## Hlavní výsledky

### Silniční cyklistika
2018
Národní šampionát
 vítěz silničního závodu juniorů
Junior Tour of Wales
 celkový vítěz
Acht van Bladel
vítěz 4. etapy (ITT)
Ronde des Vallées
3. místo celkově
 vítěz soutěže mladých jezdců
5. místo La Cantonale des 7 Vallées
2019
4. místo Gent–Wevelgem Junioren
2020
Tour of Antalya
5. místo celkově
2021
8. místo Coppa Ugo Agostoni
Tour de Pologne
9. místo celkově
2022
Settimana Internazionale di Coppi e Bartali
2. místo celkově
 vítěz soutěže mladých jezdců
vítěz 3. etapy
Tour de Pologne
5. místo celkově
2023
Kolem Norska
 celkový vítěz
 vítěz soutěže mladých jezdců
vítěz prologu
Tour de Hongrie
2. místo celkově
6. místo Clásica Jaén Paraíso Interior

### Výsledky na Grand Tours
| Grand Tour      | 2022 |
| --------------- | ---- |
| Giro d'Italia   | 38   |
| Tour de France  | —    |
| Vuelta a España | —    |

### Cyklokros
2017–2018
Mistrovství světa
 vítěz závodu juniorů
vítěz Junior Overijse
vítěz Junior Sint-Niklaas
Junior DVV Trofee
vítěz Koppenbergcross
3. místo Flandriencross
Junior National Trophy Series
vítěz Derby
vítěz Shrewsbury
3. místo Abergavenny
Národní šampionát
2. místo závod juniorů
Junior Brico Cross
2. místo Kruibeke
UCI Junior World Cup
3. místo Namur
Mistrovství Evropy
 3. místo závod juniorů
2018–2019
Mistrovství světa
 vítěz závodu juniorů
Národní šampionát
 vítěz závodu juniorů
Junior National Trophy Series
vítěz Derby
UCI Junior World Cup
2. místo Namur
Junior Superprestige
2. místo Zonhoven
2. místo Diegem
Junior DVV Trofee
2. místo Azencross
2. místo Junior Overijse
2019–2020
Národní šampionát
 vítěz závodu do 23 let
2. místo závod elite